# 8826 Corneville
8826 Corneville este un asteroid din centura principală de asteroizi.

## Descriere
8826 Corneville este un asteroid din centura principală de asteroizi. A fost descoperit pe 13 august 1988 la Observatoire de Haute-Provence de Eric Walter Elst. Asteroidul prezintă o orbită caracterizată de o semiaxă mare de 3,16 ua, o excentricitate de 0,19 și o înclinație de 0,5° în raport cu ecliptica.